# Kermisdahl

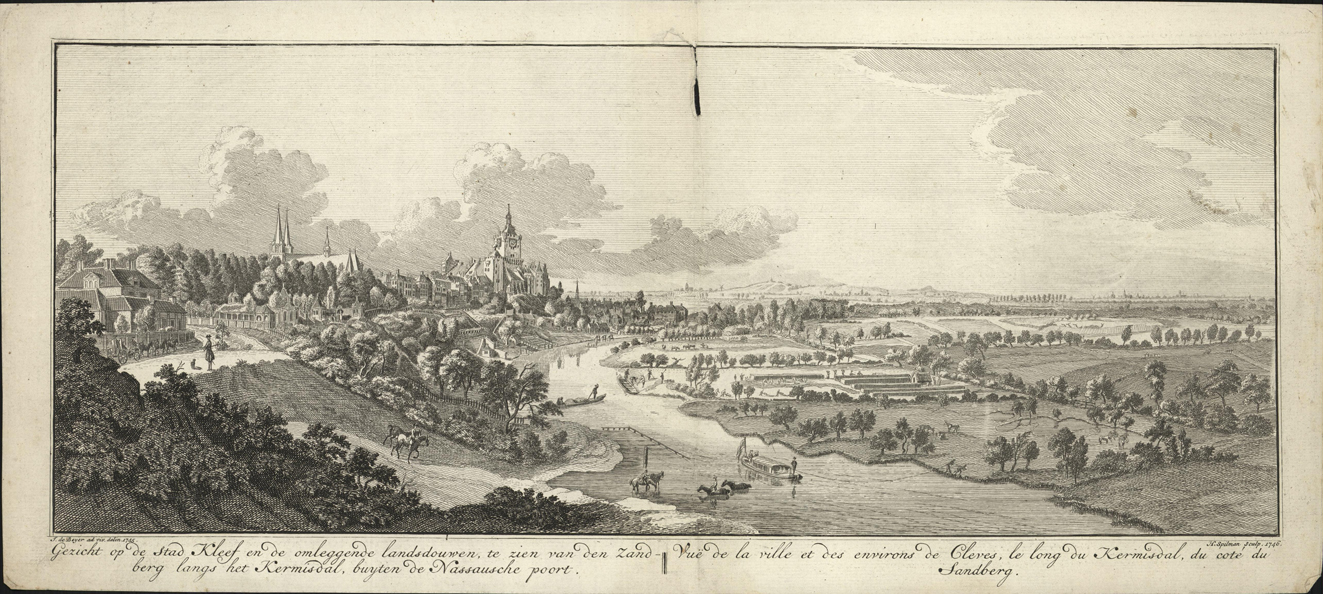
Jan de Beijer, Gezicht op Kleve, ca. 1750

De Kermisdahl is een oude rivierarm van de Rijn aan de voet van de Zwanenburcht in Kleef in Duitsland. De naam van dit water is afgeleid van een vroegere veldnaam in de omgeving: Kermisdael.
De rivierarm wordt vanuit de gemeente Bedburg-Hau gevoed door het afwateringssysteem van de Wetering en gaat in Kleef na de Worcester-Brücke aan de Wasserstrasse over in het Spoykanaal dat bij Griethausen met een sluis in de Oude Rijn (Griethauser Altrhein) uitkomt.
De oevers van deze rivier aan de voet van de Nederrijnse Heuvelrug vormen een parkachtig wandel- en fietsgebied dat een onderdeel is van het historisch Landschapspark van Johan Maurits van Nassau-Siegen. De Prinz-Moritz-Weg, die hier loopt, gaat op de Papenberg over in de Voltaireweg. Samen vormen deze van Kleef tot Schloss Moyland een stukje van de wandelroute E8.
Op de rechteroever bevond zich een overdekt zwembad op de plek van de vroegere Königsgarten. Bij de Worcester-Brücke staat restaurant Königsgarten waar in de zomer waterfietsen te huur zijn. De Arbeitskreis Kermisdahl-Wetering zet zich in voor het onderhoud en herstel van het parklandschap aan de Kermisdahl.

## Afbeeldingen

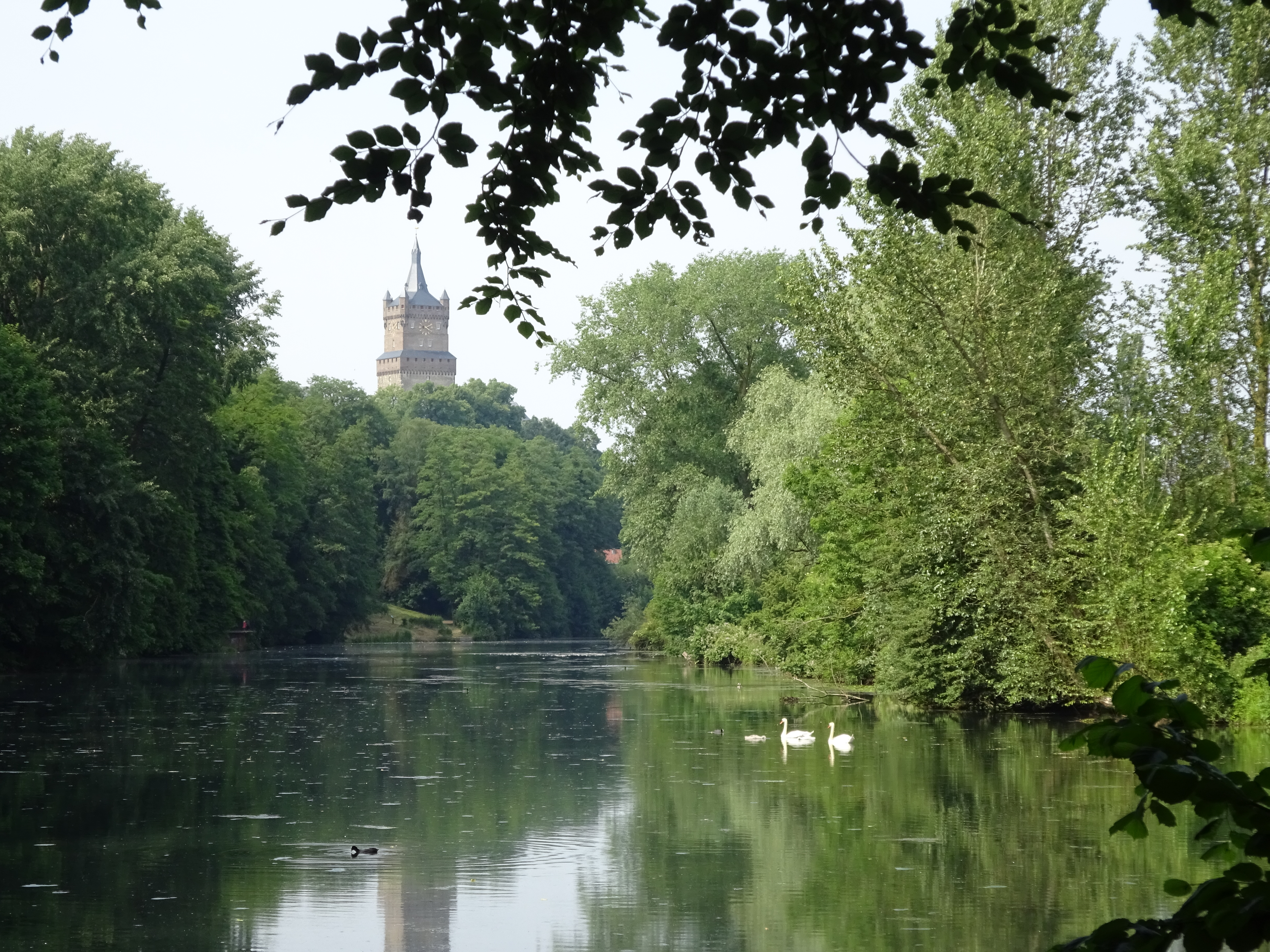
Schwanenturm
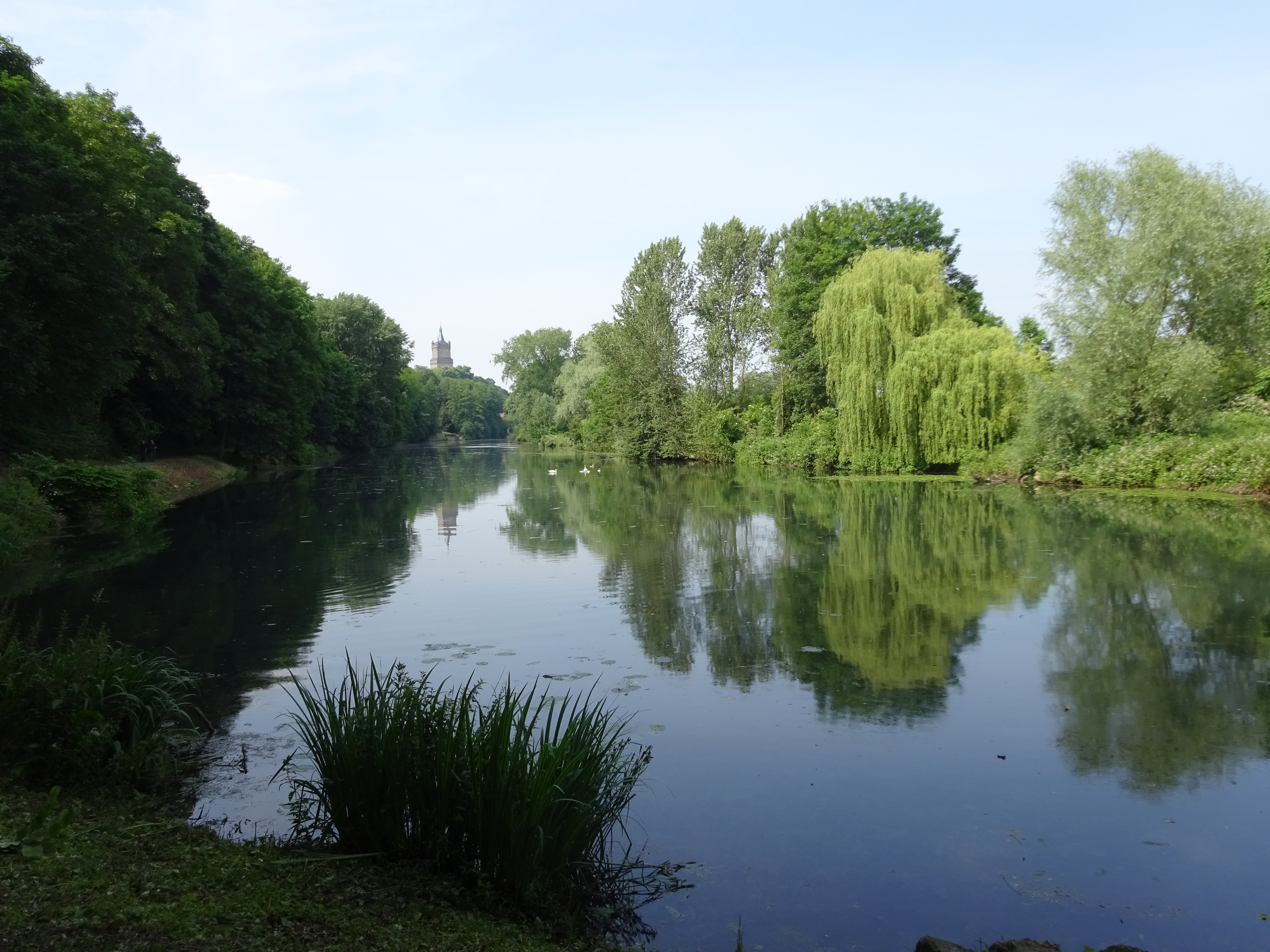
Vergezicht op Kleef
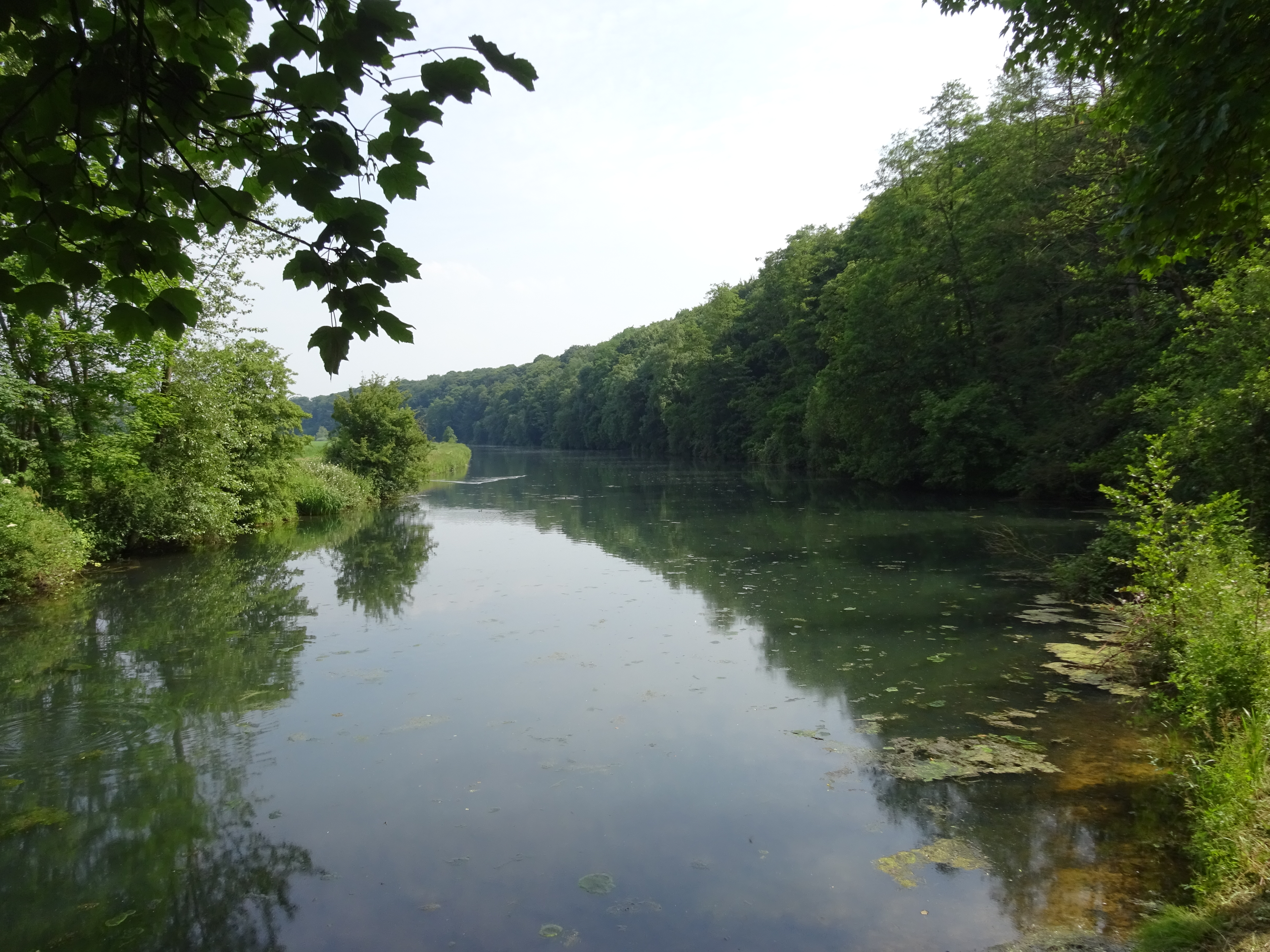
Rechts: Prins Mauritspark
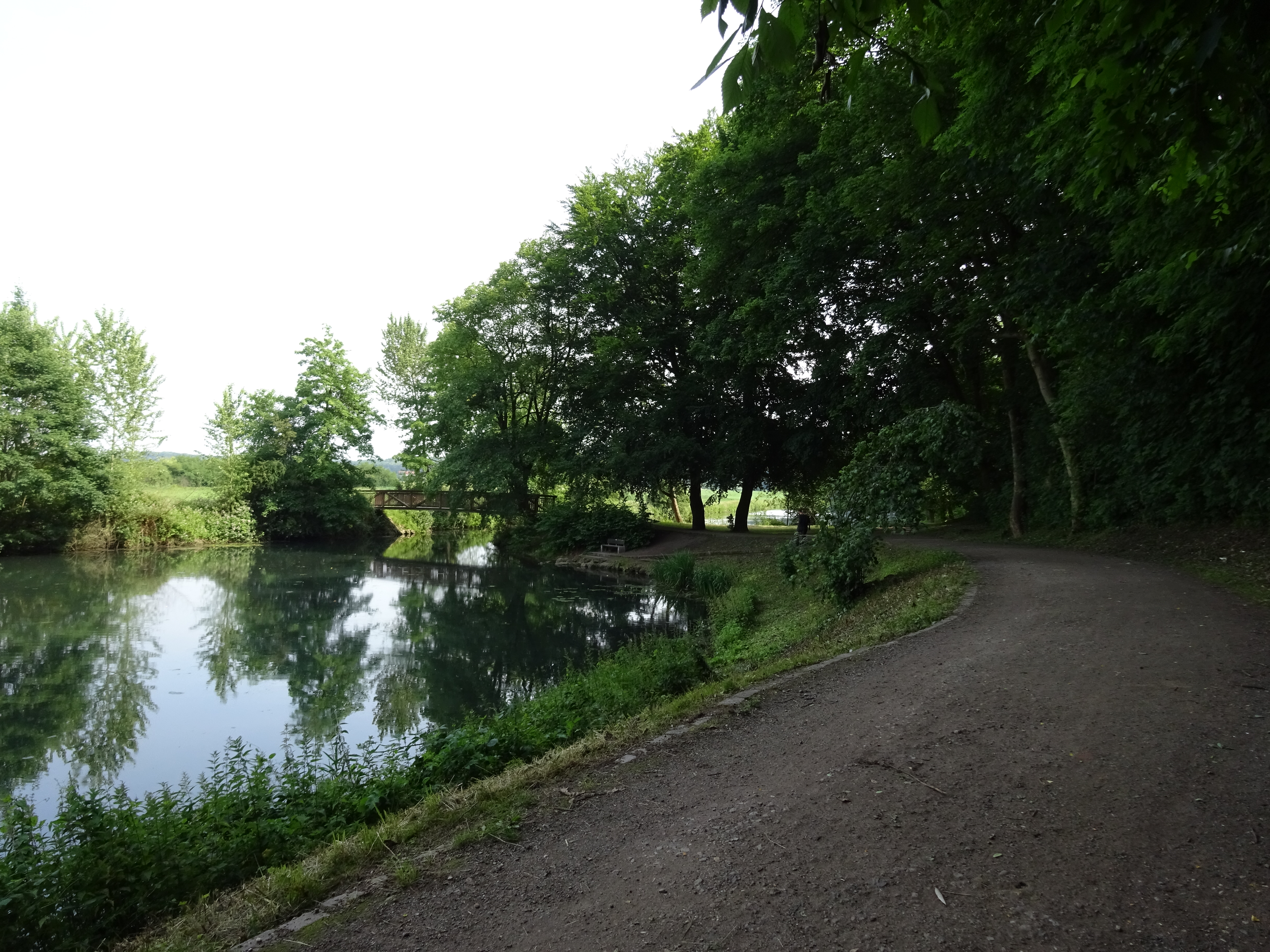
Brug naar de Galleien
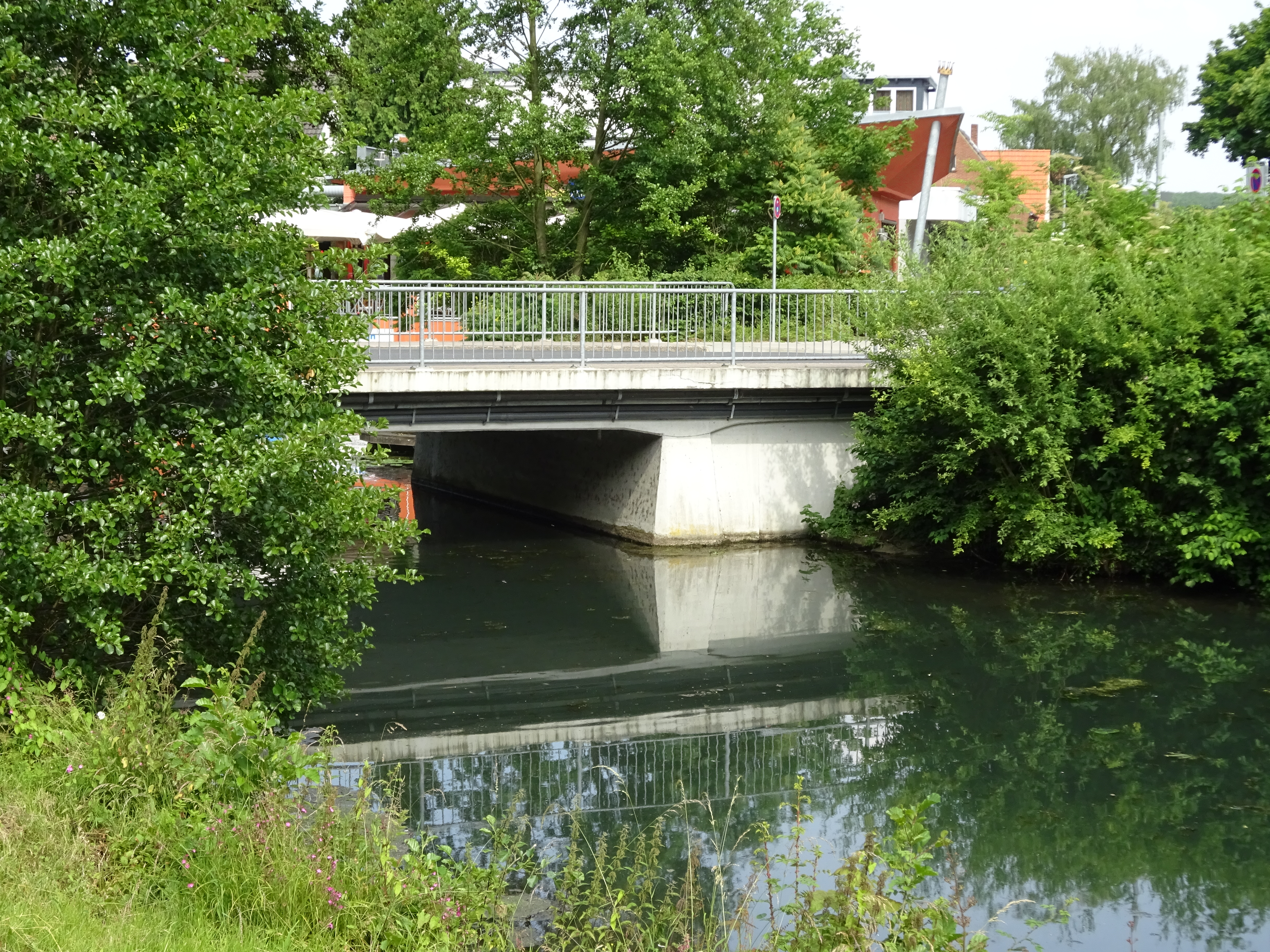
Worcesterbrücke
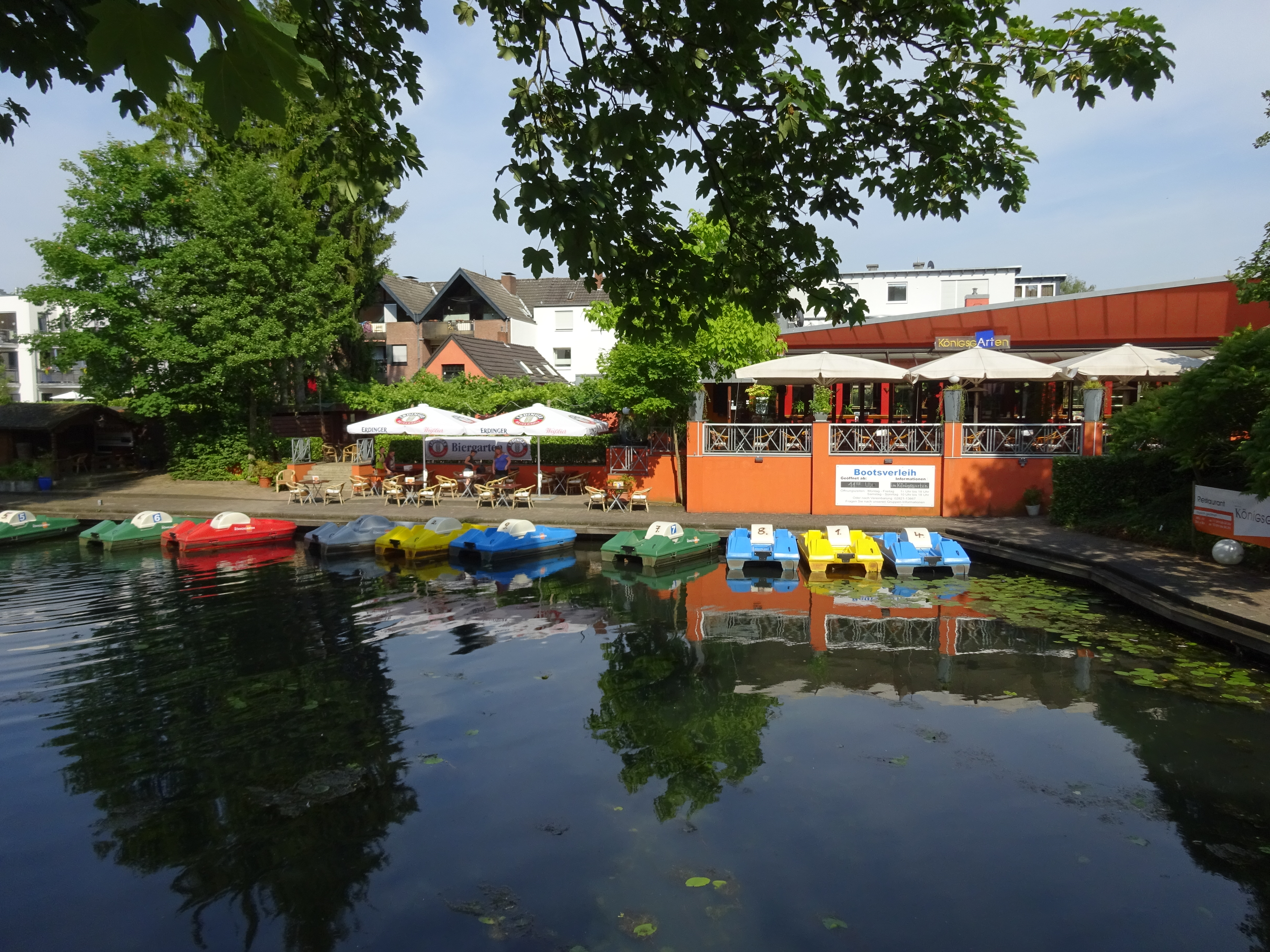
Königsgarten
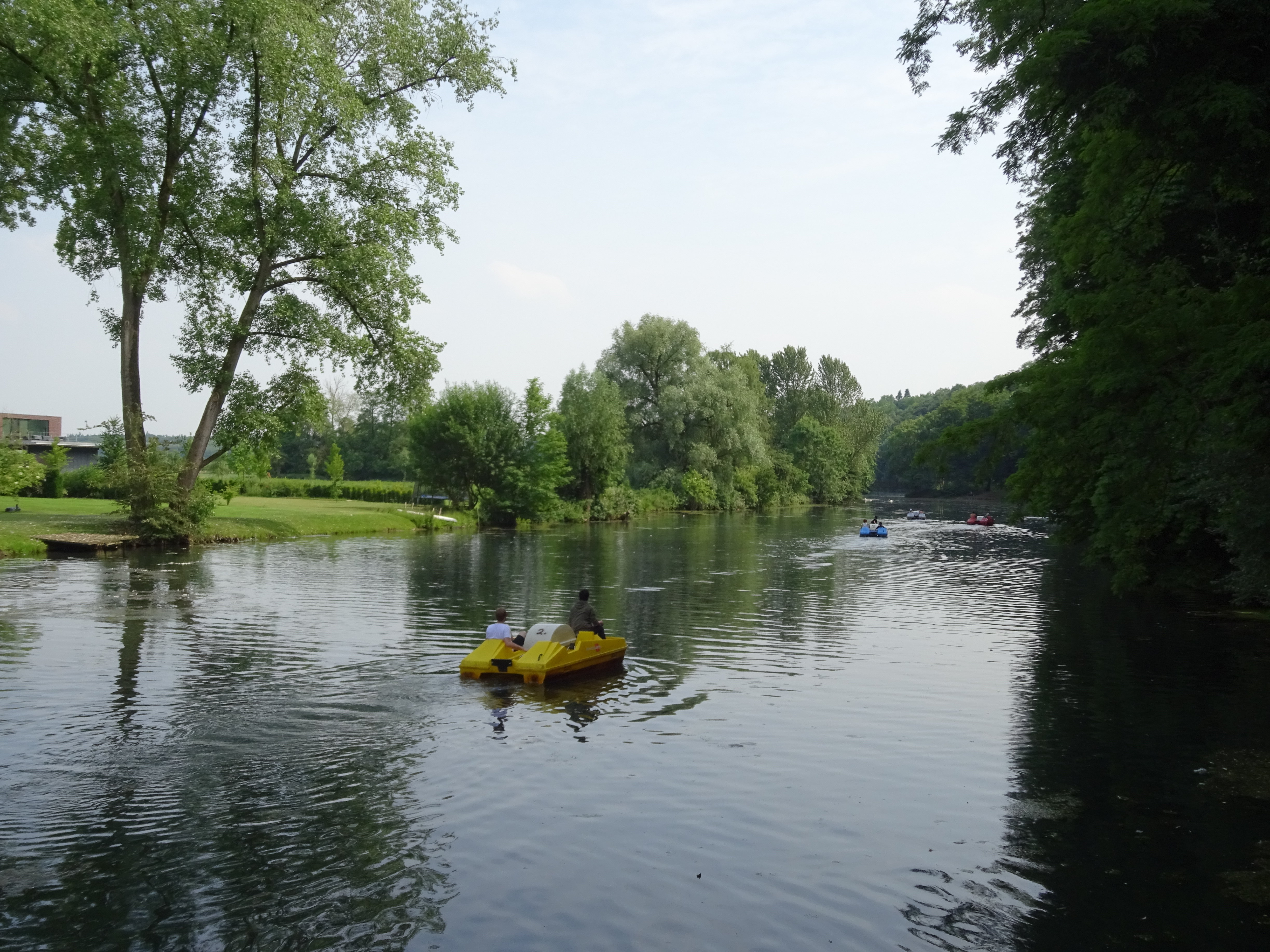
Waterfietsen